# Fluorid seleničitý
Fluorid seleničitý je anorganická sloučenina s chemickým vzorcem SeF4.

## Příprava
Roku 1907 popsal Paul Lebeau první syntézu fluoridu seleničitého pomocí reakce fluoru a selenu:
Se + 2 F2 → SeF4
Fluorid seleničitý lze také připravit snazší syntézou z oxidu seleničitého a fluoridu siřičitého:
SF4 + SeO2 → SeF4 + SO2
Meziproduktem v této reakci je fluorid seleninylu (SeOF2).
Mezi další metody přípravy fluoridu seleničitého patří fluorace selenu fluoridem chloritým:
3 Se + 4 ClF3 → 3 SeF4 + 2 Cl2

## Struktura
Selen má ve fluoridu seleničitém oxidační číslo +4. Jeho tvar v plynné fázi je podobný tvaru fluoridu siřičitého, má tvar houpačky. Teorie VSEPR předpovídá pseudotrigonální pyramidální uspořádání pěti elektronových párů kolem atomu selenu. Délka vazby Se-F ve směru osy je 177 pm s úhlem vazby F-Se-F 169,2°. Další dvě vazby Se-F jsou kratší s délkou 168 pm s úhlem vazby F-Se-F 100,6°. V roztocích o nízkých koncentracích převládá tato monomerní struktura, ale při vyšších koncentracích vzniká slabá asociace mezi molekulami fluoridu seleničitého, což vede ke zkreslené oktaedrické koordinaci kolem atomu selenu. V pevném skupenství je molekula fluoridu seleničitého také v oktaedrické molekulové geometrii.

## Vlastnosti
Je to bezbarvá kapalina, která snadno reaguje s vodou.
V kyselině fluorovodíkové se chová fluorid seleničitý jako slabá zásada, slabší než fluorid siřičitý, SF4 (Kb= 2 * 10−2):
SeF4 + HF → SeF3+ + HF2−; (Kb = 4 * 10−4)
Iontové adukty obsahující kation SeF3+ vznikají s SbF5, AsF5, NbF5, TaF5 a BF3. S fluoridem cesným vzniká anion SeF5−, který má čtvercově pyramidální molekulovou geometrii isoelektrickou k fluoridu chlorečnému a fluoridu bromičnému. S 1,1,3,3,5,5-hexamethylpiperidinium fluoridem nebo 1,2-dimethylpropyltrimethylammonium fluoridem vzniká anion SeF62−. Ten má tvar deformovaného osmistěnu, který je v kontrastu s tvarem pravidelného osmistěnu analogického anionu SeCl62−.

## Využití
Fluorid seleničitý může být využit jako fluorační činidlo v organické syntéze (fluorace alkoholů, karboxylových kyselin nebo karbonylových sloučenin) a oproti fluoridu siřičitému má výhodu v tom, že rekce probíhá za mírnějších podmínek a že se jedná o kapalinu, nikoli o plyn.